# 邱達根
邱達根（英語：Chiu Duncan，1974年—），祖籍上海，香港科技類企業投資者，主攻大中華、北美和以色列的投資和併購項目。現時為香港立法會議員（科技創新界）、香港資訊科技聯會會長、Innovate for Future（創科未來）召集人、慧科資本聯合創始人及荔園有限公司主席。

## 簡介
邱達根是邱德根太平紳士和邱裘錦蘭之幼子，早年畢業於喇沙書院。
1997年畢業於美國佩珀代因大學，並取得工商管理學士學位

。
2004年與香港昌記魚旦創辦人蘇金泰之幼女蘇健恩結婚
。
2021年立法會換屆選舉中，在科技創新界擊敗對手吳池力當選

。
2022年1月，邱達根因曾到訪有新型冠狀病毒確診者出席的場合而被送到竹篙灣檢疫中心隔離21天。

## 爭議

### 輕視疫情出席聚會被送到竹篙灣檢疫中心隔離
2022年1月，妄顧疫情發生第五波的可能性，與其他高官及議員輕視防疫安全繼續參加一個不跟足政府防疫指引（賓客進食以外時間除口罩、除口罩離檯交際唱歌和多人涉嫌沒掃安心出行入餐廳等等）的生日派对（洪為民生日派對），因而被送到竹篙灣檢疫中心隔離21天。多名人士涉「知法犯法」,特首林鄭月娥表示非常失望。

## 選舉結果

### 2021年
| 政党         | 政党         | 候选人       | 票数 | %     | ± |
| ------------ | ------------ | ------------ | ---- | ----- | - |
|              | 獨立         | Z1. 吳池力   | 12   | 16.90 |   |
|              | 獨立         | Z2. 邱達根   | 59   | 83.10 |   |
| 多数票       |              |              |      |       |   |
| 總有效票數   |              |              |      |       |   |
| 無效票       |              |              |      |       |   |
| 投票率       | 投票率       | 投票率       | 72   | 98.63 |   |
| 登記選民人數 | 登記選民人數 | 登記選民人數 | 73   |       |   |

## 參看
- 邱德根家族
- 遠東發展有限公司